# Cayman Brac
Cayman Brac è una delle tre isole che compongono l'arcipelago delle Cayman. Si trova nel Mar dei Caraibi a circa 143 km a nord-est di Grand Cayman (l'isola principale per abitanti e attività economiche) e circa otto chilometri da Little Cayman; è lunga 19 km con una larghezza media di 2 km.
Nella parte occidentale dell'isola è presente un aeroporto (Aeroporto Internazionale Charles Kirkconnell) servito dalla compagnia di bandiera, la Cayman Airways, in corrispondenza del centro abitato maggiore, chiamato West End.

## Storia
L'isola fu avvistata, assieme a Little Cayman, da Cristoforo Colombo nel 1503. Negli anni successivi divenne uno dei punti di approdo preferiti per i corsari e i pirati grazie alla presenza di acqua dolce e alla ricca fauna da cui si poteva trarre cibo per gli equipaggi.

## Geografia
La caratteristica principale del territorio di Cayman Brac è il rilievo calcareo (in inglese: The Bluff), situato nel centro dell'isola, che la attraversa quasi per tutta la sua lunghezza, raggiungendo un'altezza massima di 43 m s.l.m.; la parola Brac, da cui prende il nome l'isola, non è altro che il termine usato in lingua gaelica per indicare questo elemento naturale. La particolarità del territorio è la maggior attrattiva turistica, la sua conformazione naturale permette di compiere numerose escursioni per osservare la fauna e la flora locali.
Altri luoghi di interesse sono il faro, la riserva dei pappagalli, il Cayman Brac Community Park che raccoglie numerose specie vegetali indigene e il museo storico locale.

## Economia

### Turismo
La principale risorsa è il turismo; l'isola è frequentata dagli appassionati di immersioni subacquee, grazie ad attrazioni come una fregata sovietica classe Koni costruita nel 1984 per la marina cubana ed acquistata ed affondata dal governo caymaniano nel settembre 1996, ma richiama anche numerose persone interessate agli aspetti naturalistici e culturali del proprio territorio. In particolare sono numerose le caverne che possono essere visitate. Per via della sua conformazione Cayman Brac è anche una meta degli appassionati di arrampicata, i quali si cimentano sulle pareti rocciose a strapiombo sul mare.

### Altro
Oltre al turismo, è sviluppata la lavorazione della pietra locale (chiamata Caymanite) da parte di artigiani gioiellieri. Alcuni dei gioielli realizzati dagli artigiani locali furono donati alla regina Elisabetta II e al principe Andrea durante la visita ufficiale compiuta nel 1994.
L'unica chiesa cattolica presente sull'isola è la chiesa di Stella Maris, costata circa 800.000 dollari ed aperta nel 2011. Fa parte dell'arcidiocesi di Detroit.